# Napoli 1943
Napoli 1943 è un saggio storico di Enzo Erra sulla campagna d'Italia.

## Introduzione
Napoli prima del secondo conflitto mondiale non aveva ancora conosciuto la violenza dei bombardamenti se si considera che durante l'assedio dei piemontesi nel 1860 furono Capua e Gaeta ad essere colpite in quanto vi si trovavano le principali fortezze borboniche. Durante gli anni trenta la città di Napoli aveva conosciuto uno sviluppo e un'attenzione eccezionale essendo addirittura stata proclamata dal Duce quale Porto dell'Impero. Da qui infatti partivano le principali rotte verso le colonie d'Oltremare sia di tipo commerciale che passeggeri. Oltre all'economia era stato ridefinito anche il piano urbanistico realizzando un'ampia area fieristica sul versante occidentale con tanto di impianto funiviario (oggi dismesso) ed un'area industriale su quello orientale con fabbriche e raffinerie.

## Capitolo 1. Colpo alla nuca
Sin dall'inizio del conflitto Napoli aveva subito diversi raid aerei da parte delle forze anglosassoni. La prima azione, in notturna, fu portata a termine il 31 ottobre 1940 sul porto e sulla zona industriale, il 9-10 ed il 20 luglio 1941 con danni alla Speranzella, al Mercato a Chiaia e a Toledo, il 17 ed il 31 ottobre al deposito Agip, il 5 ed il 6 dicembre con crolli e rovine. Il 1942 fu un periodo relativamente tranquillo dovuto all'avanzata di Rommel nel El Alamein deserto egiziano. L'anno dopo, al contrario, la città dovette fare i conti con l'apparizione nei cieli partenopei dei primi quadrimotore americani che si distinsero per colpire durante il giorno e soprattutto obiettivi civili con azioni a tappeto: «in otto mesi dal gennaio ai primi di settembre, vi furono 181 allarmi aerei, più di 20 al mese, e una serie praticamente ininterrotta di incursioni con circa 3000 morti».

## Capitolo 2. Achse e Avalanche
Dal 25 luglio all'8 settembre erano posizionate numerose armate tedesche in Italia. Sulle rive del Volturno c'erano la 15 Panzegrenadier e la Hermann Göring rientrate dalla Sicilia, mentre a sud c'era la 16 corazzata. La parola d'ordine era Achse ovvero il piano di disarmo delle unità italiane. Sul versante opposto le forze anglosassoni predisposero il piano Avalanche alla Conferenza di Washington il 12 maggio 1943 che prendeva in considerazione un probabile attacco verso Napoli che si sarebbe dovuto svolgere con un impiego di forze eccezionale con 700 navi e 170000 soldati.

## Capitolo 3. Roma non risponde
All'8 settembre ad accogliere la tenaglia di tedeschi ed americani, vi era a difesa di Napoli il XIX corpo d'armata comandato dal generale Riccardo Pentimalli, il presidio cittadino di 6000 uomini con Ettore Del Tetto e la divisione Pasubio, reduce dalla Russia, a cui si aggiunse la 222 brigata costiera con a capo Ferrante Gonzaga e una decina di batterie tra il Garigliano e la Foce di Licola. Mentre la 222 fu travolta dal fuoco aeronavale e gli angloamericani sbarcavano a Salerno, i tedeschi ingaggiarono battaglia con gli italiani conquistando gli aeroporti di Montecorvino Rovello e di Capodichino, il posto di avvistamento di Camaldoli, di Arco Felice e di Portici.

## Capitolo 4. A suon di musica
Prima che in tutta la penisola i soldati italiani fossero catturati o disarmati dai reparti tedeschi, i rappresentanti italiani si erano prodigati per una serie di incontri sia con gli anglosassoni che con i teutonici, con i quali si erano incontrati il 6 agosto a Tarvisio e il 15 a Bologna: «il sottofondo di questo balletto era l'opposta illusione che gli angloamericani si sarebbero precipitati a cavare tutti dai guai».

## Capitolo 5. Il cerchio si chiude
All'alba dell'11 settembre, dopo un breve assestamento, i tedeschi ripresero l'offensiva su Napoli che conquistarono nel giro di 24 ore. Nonostante la supremazia, decisero di non assumere direttamente il controllo sulla città che affidarono ai fascisti riorganizzati da Domenico Tilena in una nuova federazione dopo la proclamazione della Repubblica Sociale Italiana a metà settembre. Da come si evince dal proclama emanato dal colonnello Scholl: «gruppi antitedeschi, anche se di limitata entità, si stavano formando ed uno stato d'animo di ostilità verso gli occupanti cominciava a diffondersi».

## Capitolo 6. Clark all'ultima spiaggia
Intanto gli americani sbarcati a Salerno subirono la controffensiva tedesca che si spinse fino in vista della spiaggia, tra il Sele ed il Calore, subendo a sua volta il cannoneggiamento degli incrociatori ancorati al largo.

## Capitolo 7. Scholl
La vita sociale a Napoli durante i circa venti giorni di occupazione nazi-fascista era dettata dal caos. Gruppi di sfollati, prostitute e saccheggiatori costituivano un permanente via vai per le strade. La razione di pane era stata fissata a 100 grammi al giorno. I tedeschi del resto erano convinti che non sarebbero rimasti a lungo nel capoluogo partenopeo e, in quegli stessi giorni, iniziarono una sistematica opera di distruzione di tutte le strutture economiche e logistiche sul territorio. L'aeroporto di Capodichino, il porto di Napoli, la ferrovia e l'Ilva di Bagnoli fecero la medesima fine. Ad alimentare il terrore nel popolo fu il bando del 22 settembre con il quale Walter Scholl imponeva ai giovani di prestare servizio obbligatorio al lavoro con tanto di ronde militari che rastrellavano chi trovavano idoneo per la strada.

## Capitolo 8. La matita di Kesselring
Dalla sede iniziale di via Medina, i neofascisti si trasferirono a quella di via Cimarosa al Vomero. La milizia, che intanto si era ricostituita, fu affidata a Giovanni Cuocolo ed insediata in via Salvator Rosa; vi aderirono un centinaio di giovani volontari. Al corso Vittorio Emanuele, invece, avevano cominciato a riunirsi gli antifascisti costituiti ufficialmente il 24 settembre sotto la denominazione di Comitato Napoletano di Liberazione Nazionale. Il ritardo si spiega con l'aperto conflitto venutosi a creare con Badoglio. Il 18 agosto, infatti, erano stati arrestati 49 sospettati tra cui Mario Palermo e Ugo Rodinò.

## Capitolo 9. Torri e bastoni
Non c'è unanimità tra gli storici sull'inizio delle quattro giornate. Antonino Tarsia ha scritto due libri in cui cita due date diverse. Di certo, però, c'è che con l'attestarsi della nuova linea difensiva tedesca sul Volturno, nella mattinata del 27 settembre i nazisti iniziarono a ritirarsi da Napoli. Le prime scaramucce iniziarono al Vomero. Nei pressi della masseria Pagliarone un gruppo di partigiani, sfuggiti al bando Scholl, catturarono il neofascista Vincenzo Calvi che sfuggì alla fucilazione per intervento di una pattuglia di tedeschi. Un altro episodio si verificò in via Cimarosa dove c'era la sede della Federazione del Fascio. Qui in seguito ad un assalto di partigiani, condotto dallo stesso Tarsia, restò ucciso Mario Giovine.

## Capitolo 10. Code avvelenate
Il 29 settembre, si verificò l'assalto al Campo Sportivo (Stadio Collana) dove erano asserragliati circa 50 tedeschi agli ordini del maggiore Sakau con 47 ostaggi. A guidare l'assalto c'erano circa 70 partigiani capeggiati da Vincenzo Stimolo. Dopo otto ore di attesa si decise di giungere ad un accordo: il rilascio degli ostaggi in cambio del libero passaggio dei tedeschi.
Il 30 settembre in città non c'era quasi più nessun tedesco, eccetto una batteria a Capodimonte, dove erano affluite tutte le forze di evacuazione, un reparto di carri a Capodichino ed un gruppo sul ponte della Pigna. Di fascisti, invece, ce n'erano ancora molti e, soprattutto, sparpagliati a macchia di leopardo: sulla terrazza della Rinascente, da via Duomo, da piazza Marinelli, dal liceo Vittorio Emanuele, da Porta Capuana. Un gruppo di fascisti si era rifugiato nella caserma Paisiello ed era riuscito a resistere per due giorni. Non andò meglio ad una banda di partigiani che fu sopraffatta presso la fattoria Pezzalonga e fucilata in massa in località Trombino.

## Capitolo 11. Nella terra di nessuno
Ancora il 30 settembre il Tarsia aveva fatto battere a macchina un manifesto nel quale dichiarava di prendere il comando della città e di dettarne le leggi. Venne, inoltre, ripresa la «caccia all'uomo»: la casa dell'ingegner Schiasso in via Bernini fu occupata e devastata, il camerata Tommasoni fu catturato in piazza Mazzini e morì poco dopo per le ferite riportate, il segretario del fascio di Ponticelli, Federico Travaglini, fu inseguito fino alla caserma dei carabinieri di Barra e pugnalato. Soltanto Domenico Tilena sfuggì ai suoi carnefici e, arrestato due mesi dopo, scontò qualche anno di carcere prima dell'amnistia.

## Capitolo 12. Il rovescio della medaglia
La motivazione della medaglia d'oro accenna «alle quattro giornate di fine settembre». Il Resoconto delle attività svolte dal governo militare alleato e dalla commissione alleata di controllo indica «l'ingresso del generale Hume il 1º ottobre e che la popolazione si era ribellata qualche giorno prima». Su Il Risorgimento del 3 ottobre si leggeva addirittura di tre giornate dal 28 al 30.